# Бошко Станковски
Бошко Станковски (1925 – 1987), учесник Народноослободилачке борбе и друштвено-политички радник СР Македоније.

## Биографија
Рођен је 26. октобра 1925. године у селу Бруснику код Битоља.
Народноослободилачком покрету се прикључио 1941. године. Члан Комунистичке партије Југославије постао је 1943. године. Током рата је био члан батаљонског, бригадног и дивизијског комитета СКОЈ-а, члан Покрајинског комитета СКОЈ-а за Македонију и члан Главног одбора НОМСМ.
Након рата је завршио студиј на Институту за друштвене науке у Београду. Био је секретар Градског комитета СКОЈ-а за Скопље, члан Градског комитета КПМ Скопље, члан Секретаријата Републичког одбора Савеза синдиката Македоније, потпредседник Главног одбора ССРН Македоније, заменик управитеља Средње партијске школе ЦК КПМ, руководилац Републичког центра ЦК СКМ за марксистичко образовање, члан Идеолошке комисије ЦК СКМ, члан Централног комитета СКЈ, секретар извршног комитета ЦК СКМ (1966–1968), потпредседник, а затим председник Републичке конференције ССРН Македоније, посланик и председник Собрања СРМ (1982–1984) и председник Универзитетског одбора Универзитета у Скопљу.
Трагично је преминуо 13. марта 1987. године у Скопљу.
Носилац је Партизанске споменице 1941. и више југословенских одликовања.